# Wojciech Średziński
Wojciech Średziński (Średziński) herbu Leliwa (zm. po 1630 roku) – rotmistrz królewski.
Poseł na sejm 1624 roku z ziemi przemyskiej.